# Os 7 de Chicago
The Trial of the Chicago 7 (bra/prt: Os 7 de Chicago) é um filme americano de 2020, do gênero drama biográfico, escrito e dirigido por Aaron Sorkin. O longa-metragem é baseado no caso real do julgamento dos sete de Chicago, um grupo de ativistas e manifestantes acusado pelo governo estadunidense de conspiração e incitação a revolta durante protestos contraculturais e contra a Guerra do Vietnã durante a Convenção Nacional Democrata de 1968, em Chicago, Illinois.

## Elenco
- Sacha Baron Cohen como Abbie Hoffman, membro fundador do Partido Internacional da Juventude (Yippies)

- Eddie Redmayne como Tom Hayden, líder e ex-presidente da Sociedade de Estudantes pela Democracia (SDS)

- Alex Sharp como Rennie Davis, membro da SDS

- Jeremy Strong como Jerry Rubin, membro fundador dos Yippies

- John Carroll Lynch como Favid Dellinger, líder do Comitê de Mobilização Nacional pelo Fim da Guerra no Vietnã

- Noah Robbins como Lee Weiner

- Daniel Flaherty como John Froines

- Yahya Abdul-Mateen II como Bobby Seale, presidente nacional do Partido dos Panteras Negras e oitavo réu.

- Kelvin Harrison Jr. como Fred Hampton, presidente da filial do Illinois do Partido dos Panteras Negras.

- Mark Rylance como William Kunstler

- Ben Shenkman as Leonard Weinglass

- Joseph Gordon-Levitt as Richard Schultz

- J. C. MacKenzie como Tom Foran

- Frank Langella como Juiz Julius Hoffman

- Michael Keaton como Ramsey Clark,  Procurador-Geral dos Estados Unidos na época dos protestos

## Produção
Aaron Sorkin originalmente escreveu o roteiro em 2007, com a intenção de que Steven Spielberg dirigisse o filme. Porém, depois da greve do sindicato de roteiristas americanos em 2007 e de cortes no orçamento, Spielberg abandonou o projeto e Sorkin assumiu a direção. Ele foi anunciado como diretor em outubro de 2018 e boa parte do elenco foi escalado no mesmo mês. As filmagens aconteceram no outono de 2019 em Chicago, assim como em algumas regiões de New Jersey.

## Lançamento
Inicialmente planejado para ser lançado nos cinemas pela Paramount Pictures, os direitos de distribuição do fime foram vendidos para a  Netflix devido a pandemia do Covid-19. O filme foi teve um lançamento limitado em algumas salas norte-americanas a partir de 25 de setembro de 2020, e se tornou disponível no catálogo da Netflix para todos os países em 16 de outubro de 2020.

## Recepção
No agregador de críticas Rotten Tomatoes, The Trial of the Chicago 7 possui uma classificação de aprovação de 91% com base em 255 críticas. O consenso dos críticos segundo o site é: "Uma vitrine de bons atores que ganha vida com sua história baseada em fatos, The Trial of the Chicago 7 revela diretamente - e de forma convincente - os pontos fortes de Aaron Sorkin.". O agregador Metacritic atribuiu ao filme uma pontuação de 76/100 com base em 47 críticas, indicando ""críticas geralmente favoráveis"".